# Сибайя, Макбет
Нтутхуко Макбет Мао Сибайя (африк. Ntuthuko MacBeth-Mao Sibaya; 25 ноября 1977, Дурбан), более известный как просто Ма́кбет Сиба́йя (англ. MacBeth Sibaya) — южноафриканский футболист, завершивший игровую карьеру, полузащитник. Выступал за сборную ЮАР.

## Карьера
До 2002 года выступал за клубы «Керюлет» (Венгрия) и «Джомо Космос» (ЮАР).
Зимой 2002 года полузащитник сборной ЮАР и клуба «Джомо Космос» находился на просмотре в клубе первого дивизиона России «Рубин» (Казань). Тренеры казанцев остались довольны качеством футбола, который демонстрировал южноафриканец, но подписанию контракта зимой помешал статус Макбета как игрока сборной. Подготовка игрока к чемпионату мира в Японии и Южной Корее и возможное его участие в турнире сделали бы покупку полузащитника «Бафана-Бафана» преждевременной, поскольку первенство в российском первом дивизионе не прерывалось на время ЧМ-2002.
Летом 2002 года Сибайя, хорошо проявивший себя на чемпионате мира, продолжил свои переговоры с «Рубином», но в итоге отказал российскому клубу и перешёл в норвежский «Русенборг». В составе «Русенборга» он стал чемпионом Норвегии и принял участие в Лиге чемпионов УЕФА 2002/2003.
В марте 2003 года футболист всё же стал игроком «Рубина», новичка премьер-лиги. В год своего дебюта казанский клуб сразу же завоевал бронзовые медали чемпионата России, а южноафриканский легионер был одним из лучших в его составе. В январе 2006 года Сибайя продлил контракт с «Рубином» ещё на 3 года.
Перед началом чемпионата России 2008 появилась информация, что Сибайя подписал годовой контракт с ярославским «Шинником». Однако она тут же была опровергнута «Рубином». «Шинник» действительно обращался к «Рубину» с просьбой продать Сибайю, но главный тренер казанцев Курбан Бердыев ответил, что легионер не продаётся. Игрок провёл шестой подряд сезон в составе казанского клуба и стал чемпионом России.
В январе 2011 года перешёл в южноафриканский клуб «Морока Свэллоуз».

## Достижения
Русенборг
- Чемпион Норвегии: 2001/02

Рубин
- Чемпион России: 2008, 2009
- Бронзовый призёр чемпионата России: 2003, 2010

Сборная ЮАР
- Участник чемпионата мира по футболу: 2002, 2010

Личные
- В списках 33 лучших футболистов чемпионата России: № 3 (2005)
- Рекордсмен по количеству игр за «Рубин» в Российской Премьер-Лиге (166)

## Личная жизнь
Женат, имеет двоих детей.